# Arenda Grimberg
Arenda Grimberg (Almelo, 10 de març de 1978) és una ciclista neerlandesa, ja retirada, que fou professional del 2001 al 2005. En el seu palmarès destaca el Campionat nacional en ruta del 2002 i etapes al Holland Ladies Tour i Tour de Bretanya.

## Palmarès
- 2000
  - Vencedora d'una etapa al Holland Ladies Tour
- 2001
  - 1a al Giro del Friül
  - Vencedora d'una etapa al Holland Ladies Tour
  - Vencedora de 2 etapes al Tour de Bretanya
- 2002
  -  Campiona dels Països Baixos en ruta
  - Vencedora d'una etapa al Tour de l'Aude
  - Vencedora d'una etapa a la Ster van Walcheren